# Клифорд (Северна Дакота)
Клифорд (енгл. Clifford) град је у америчкој савезној држави Северна Дакота.

## Демографија
По попису из 2010. године број становника је 44, што је 7 (-13,7%) становника мање него 2000. године.
| Група             | 2000.       | 2010.       |
| Белци             | 51 (100,0%) | 44 (100,0%) |
| Афроамериканци    | 0 (0,0%)    | 0 (0,0%)    |
| Азијати           | 0 (0,0%)    | 0 (0,0%)    |
| Хиспаноамериканци | 0 (0,0%)    | 0 (0,0%)    |
| Укупно            | 51          | 44          |